# Casa Albert Gruart
La Casa Albert Gruart és un edifici del municipi de Figueres (Alt Empordà) que forma part de l'Inventari del Patrimoni Arquitectònic de Catalunya.

## Descripció
És un edifici entre mitgeres molt a prop de la Rambla de Figueres. Consta de dos pisos i coberts per terrassa. La planta baixa recoberta en imitació d'encoixinat, amb un sòcol, presenta un gran portal en arc de mig punt d'accés als pisos, i dues grans obertures amb llinda corresponents al local comercial. El primer pis, principal, amb balconada correguda sobre grans mènsules, amb dues sortides laterals allindanades amb decoració floral i una tribuna coberta inserida, amb la coberta suportada per columnes. La cornisa de la tribuna està decorada amb fulles d'acant. El segon pis presenta petites finestres trilobulades aparellades les laterals i tres finestres la central. Per sobre balustrada amb pinacles que recorden edificis fortificats.